# Valencia Basket Club 2005-2006
Questa voce raccoglie le informazioni riguardanti il Valencia Basket Club nelle competizioni ufficiali della stagione 2005-2006.

## Stagione
La stagione 2005-2006 del Valencia Basket Club è la 17ª nel massimo campionato spagnolo di pallacanestro, la Liga ACB.
All'inizio della nuova stagione la Federazione decise di abolire la distinzione riguardo ai giocatori comunitari, estendendo la classificazione a tutti i Paesi appartenenti alla FIBA Europe.

## Roster
Aggiornato al 29 novembre 2021.
| Pamesa Valencia 2005-06 | Pamesa Valencia 2005-06 |
| Giocatori               | Staff tecnico           |
| ----------------------- | ----------------------- |

| N. | Naz.                                  | Ruolo | Nome                | Anno | Alt.   | Peso   |  |
| -- | ------------------------------------- | ----- | ------------------- | ---- | ------ | ------ |  |
| 4  | Stati Uniti (bandiera)                | P     | Anthony Goldwire    | 1971 | 186 cm | 83 kg  |  |
| 5  | Stati Uniti (bandiera)                | G     | Derrick Dial        | 1975 | 193 cm | 83 kg  |  |
| 8  | Stati Uniti (bandiera)                | P     | Lorinza Harrington  | 1980 | 193 cm | 86 kg  |  |
| 10 | Stati Uniti (bandiera)                | G     | Blake Stepp         | 1982 | 194 cm | 88 kg  |  |
| 12 | Grecia (bandiera)                     | AG    | Vaggelīs Sklavos    | 1977 | 202 cm | 106 kg |  |
| 13 | Spagna (bandiera)                     | C     | Albert Miralles     | 1982 | 208 cm | 110 kg |  |
| 14 | Serbia e Montenegro (bandiera)        | P     | Vule Avdalović      | 1981 | 187 cm | 84 kg  |  |
| 15 | Spagna (bandiera)                     | G     | Víctor Luengo (C)   | 1974 | 196 cm |        |  |
| 21 | Grecia (bandiera)                     | AC    | Dīmos Ntikoudīs     | 1977 | 206 cm | 113 kg |  |
| 22 | Spagna (bandiera)                     | A     | Óscar Yebra         | 1974 | 201 cm | 95 kg  |  |
| 24 | Panama (bandiera) · Spagna (bandiera) | C     | Rubén Garcés        | 1973 | 206 cm | 112 kg |  |
| 30 | Spagna (bandiera)                     | P     | Borja Larragán      | 1976 | 188 cm |        |  |
| 33 | Bulgaria (bandiera)                   | GA    | Todor Stojkov       | 1977 | 199 cm | 88 kg  |  |
| 41 | Lituania (bandiera)                   | AP    | Mindaugas Timinskas | 1974 | 200 cm | 97 kg  |  |
| -  | Spagna (bandiera)                     | P     | Carles Bivià        | 1985 | 189 cm | 83 kg  |  |
| -  | Spagna (bandiera)                     | C     | Albert Fontet       | 1986 | 212 cm |        |  |

| Allenatore                                                                         |
| - Ricard Casas                                                                     |
| Assistente/i                                                                       |
| - Chechu Mulero - Pere Romero Legenda - (C) Capitano - (IN) Inattivo - Infortunato |

## Mercato

### Sessione estiva
| Acquisti | Acquisti            | Acquisti        | Acquisti      | Acquisti |
| R.a      | Nome                | da              | Modalità      |          |
| -------- | ------------------- | --------------- | ------------- | -------- |
| AG       | Vaggelīs Sklavos    | Olympiakos      | definitivo    |          |
| C        | Albert Miralles     | Pall. Cantù     | definitivo    |          |
| AC       | Dīmos Ntikoudīs     | CSKA Mosca      | definitivo    |          |
| C        | Rubén Garcés        | Estudiantes     | definitivo    |          |
| P        | Lorinza Harrington  | Free agent      | definitivo    |          |
| AP       | Mindaugas Timinskas | Žalgiris Kaunas | definitivo    |          |
| G        | Derrick Dial        | Long Beach Jam  | definitivo    |          |
| P        | Vule Avdalović      | Partizan        | definitivo    |          |
| C        | Albert Fontet       | Barcellona B    | definitivo    |          |
| P        | Carles Bivià        | Castelló        | definitivo    |          |
| C        | Fabricio Vay        | P. Castellón    | fine prestito |          |

| Cessioni | Cessioni             | Cessioni           | Cessioni       | Cessioni |
| R.       | Nome                 | a                  | Modalità       |          |
| -------- | -------------------- | ------------------ | -------------- | -------- |
| G        | Álex Urtasun         | Lleida             | fine contratto |          |
| P        | Alejandro Montecchia | Free agent         | fine contratto |          |
| C        | Dejan Tomašević      | Panathīnaïkos      | fine contratto |          |
| AG       | Ademola Okulaja      | Cologne 99ers      | fine contratto |          |
| P        | Antoine Rigaudeau    |                    | ritirato       |          |
| G        | Igor Rakočević       | Real Madrid        | fine contratto |          |
| C        | Óliver Arteaga       | Saragozza          | fine contratto |          |
| P        | Pedro Llompart       | Murcia             | prestito       |          |
| C        | Cyril Julian         | Nancy              | fine contratto |          |
| AG       | Federico Kammerichs  | Girona             | fine contratto |          |
| C        | Fabricio Oberto      | San Antonio Spurs  | fine contratto |          |
| AG       | Leo Mainoldi         | Atapuerca Burgos   | fine contratto |          |
| C        | Fabricio Vay         | Traiskirchen Lions | fine contratto |          |

### Dopo l'inizio della stagione
| Acquisti | Acquisti         | Acquisti         | Acquisti         | Acquisti      |
| R.       | Nome             | da               | Data             | Modalità      |
| -------- | ---------------- | ---------------- | ---------------- | ------------- |
| P        | Borja Larragán   | Free agent       | ottobre 2005     | definitivo    |
| G        | Blake Stepp      | Free agent       | 25 novembre 2005 | definitivo    |
| P        | Pedro Llompart   | Murcia           | dicembre 2005    | fine prestito |
| GA       | Todor Stojkov    | Akademik Sofia   | 24 febbraio 2006 | definitivo    |
| P        | Anthony Goldwire | Yakama Sun Kings | aprile 2006      | definitivo    |

| Cessioni | Cessioni       | Cessioni   | Cessioni         | Cessioni       |
| R.       | Nome           | a          | Data             | Modalità       |
| -------- | -------------- | ---------- | ---------------- | -------------- |
| G        | Derrick Dial   | Free agent | 25 novembre 2005 | rescissione    |
| P        | Borja Larragán | Murcia     | dicembre 2005    | fine contratto |
| P        | Pedro Llompart | La Palma   | dicembre 2005    | prestito       |
| G        | Blake Stepp    | Free agent | 7 aprile 2006    | rescissione    |